# Pałacyk Emanuela Rosta w Bielsku-Białej
Pałacyk Emanuela Rosta lub Willa Rosta – neorokokowo-secesyjny pałac miejski w Bielsku-Białej na rogu ulic Komorowickiej i Towarzystwa Szkoły Ludowej wybudowany w roku 1903 według projektu Emanuela Rosta juniora jako dom własny i siedziba jego biura architektoniczno-budowlanego. Obecnie siedziba Pedagogicznej Biblioteki Wojewódzkiej.

## Historia
Budynek powstał dla Emanuela Rosta juniora, wziętego bielsko-bialskiego architekta, autora m.in. gmachu ratusza i kamienicy Pod Żabami, syna Emanuela Rosta seniora, również architekta. Zbudowany według własnego projektu był jego domem prywatnym oraz siedzibą biura architektoniczno-budowlanego.
W rękach rodziny Rostów, która w osobie jeszcze jednego Emanuela (1892–1973) kontynuowała tradycje architektoniczne po śmierci Rosta juniora w 1915 r., pałacyk pozostawał do końca II wojny światowej. 11 kwietnia 1945 został po nacjonalizacji przydzielony Wydziałowi Oświaty i następnie ulokowano w nim internat Polskiego Liceum Pedagogicznego. Po likwidacji tej szkoły w 1974 r. internat użytkowała Szkoła Zawodowa przy Fabryce Samochodów Małolitrażowych oraz przez pewien czas Liceum Ekonomiczne.
W 1979 r. budynek przekazano Pedagogicznej Bibliotece Wojewódzkiej, założonej w roku 1951 i zajmującej wcześniej tzw. gmach szkół średnich przy ul. Słowackiego róg Sienkiewicza. Biblioteka przeniosła się do pałacyku po jego generalnym remoncie w styczniu 1980. Parter zajęły pomieszczenia biblioteczna, a część piętra – administracyjne. W 1981 r. piętro otrzymał ośrodek kształcenia nauczycieli znany obecnie jako Regionalny Ośrodek Doskonalenia Nauczycieli „WOM”. W 2015 r. placówkę przeniesiono do niedalekiego gmachu po zlikwidowanym Kolegium Nauczycielskim przy ul. Legionów 25 i biblioteka pozostaje jedynym użytkownikiem obiektu. Od roku 2006 nieruchomość jest jej oddana w trwały zarząd.
3 maja 1986 r. budynek został wpisany do rejestru zabytków (nr rej. A-452/86).

## Architektura i wnętrza
Jednopiętrowy narożny budynek w typie pałacu miejskiego jest bogato zdobiony w duchu neorokoka. W dekoracji fasady występują hermy, wazony, figury pełnoplastyczne (głównie postaci kobiece), kartusze, maszkarony, ornamenty muszli i łusek, herby miejskie Białej i rozbudowane nadokienniki. Nad dachem z lukarnami wznoszą się dwie kopuły o sylwecie szyszaka, które nawiązują do architektury wiedeńskiego Hofburga.
Od południa do budynku przylega ogród krajobrazowy, obecnie o częściowo zatartej kompozycji. Zachowane zadrzewienie pochodzi z lat 1910–1935, składają się na nie sosny wejmutki, buki, kasztany i platan. Niegdyś ogród wykorzystywano m.in. do lekcji botaniki dla dzieci. Od strony ogrodu znajduje się przeszklona weranda. Ogrodzenie stanowi kamienny cokół z ażurowymi metalowymi przęsłami przedzielonymi żeliwnymi słupkami.
Zachowała się większość oryginalnego wystroju wnętrz, w których dominuje styl secesyjny. Sień i klatkę schodową zdobią m.in. wielobarwne witraże okienne z motywami ptaków, ornamenty rocaille, kampanule, konchy, sztukateria kwiatowa i żeliwna balustrada z wizerunkiem gryfa. W pomieszczeniach parteru i piętra znajdują się ozdobne stiukowe sufity, czasem również stropy kasetonowe i plafonowe, boazerie z intarsjowanymi wzorami, płycinowa stolarka drzwiowa z rzeźbiarskimi supraportami, liczne kominki w oprawie z drewna, marmuru i ceramiki, kompozycje z kafli, a także oryginalne zespoły mebli na stałe przytwierdzonych do ścian, ozdobnie wytłaczane żeliwne kaloryfery ze zdobionymi osłonami oraz dwie łazienki, w tym jedna (na pierwszym piętrze) z całkowicie pierwotnym wyposażeniem.
Każde pomieszczenie utrzymane jest w innym klimacie. Do najciekawszych należy tzw. pokój japoński (pierwotnie oranżeria) inspirowany sztuką Dalekiego Wschodu z narożną fontanną, w którym do dekoracji ścian wykorzystano ciemnozielone kafle oraz pręty z prawdziwego bambusa, sala balowa, a także dawna kaplica wykonana w całości z różnych gatunków drewna, gdzie na intarsjowanej boazerii umieszczono pejzaż Białej z przełomu XIX i XX wieku z Beskidami w tle, a w narożniku znajduje się duży secesyjny kominek z niemieckim napisem na mosiężnej pokrywie: Edel sei der Mensch, hilfreich und gut (Szlachetny niech będzie człowiek, pomocny i dobry) – cytat z wiersza „Boskość“ Goethego.

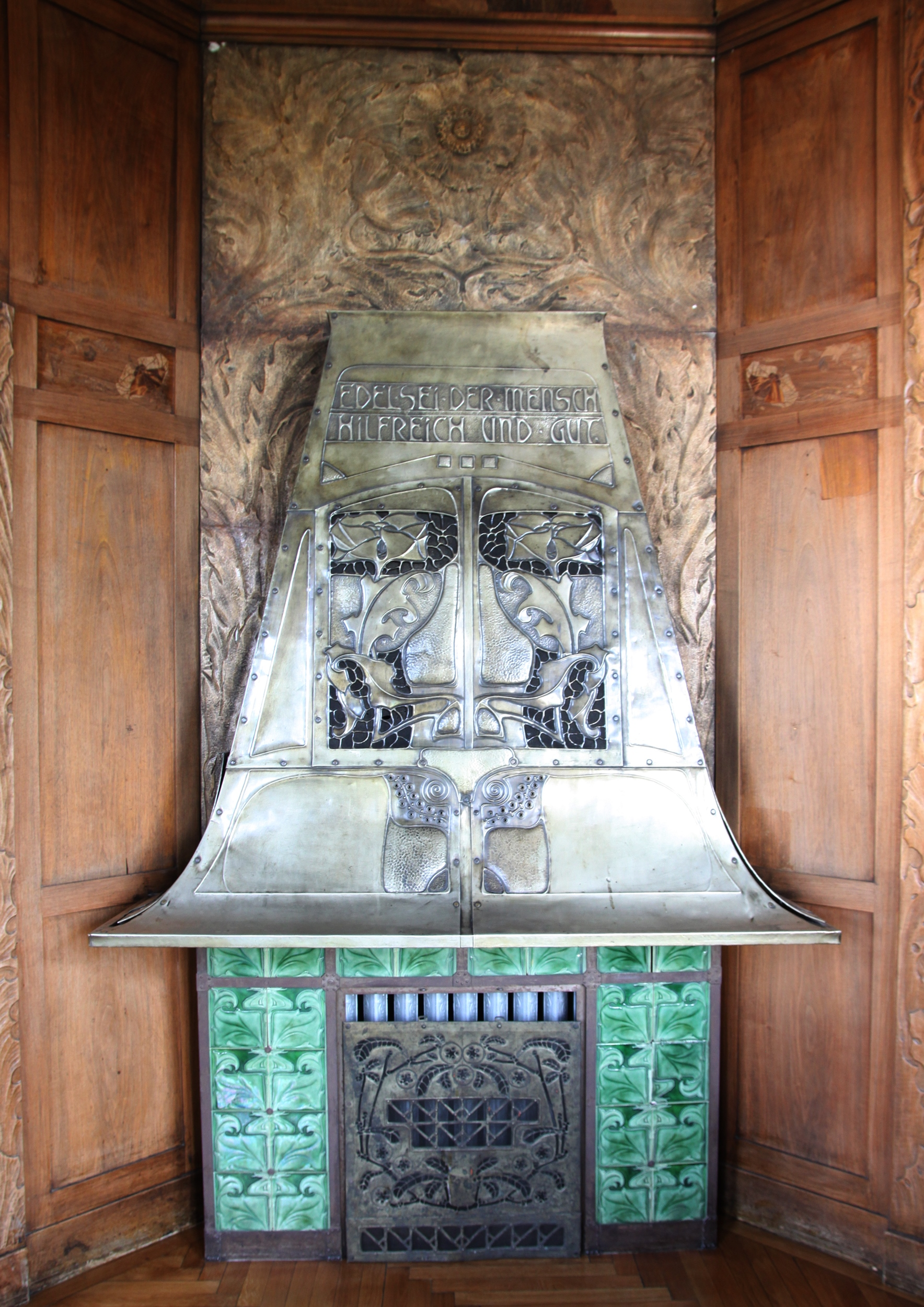
Secesyjny kominek
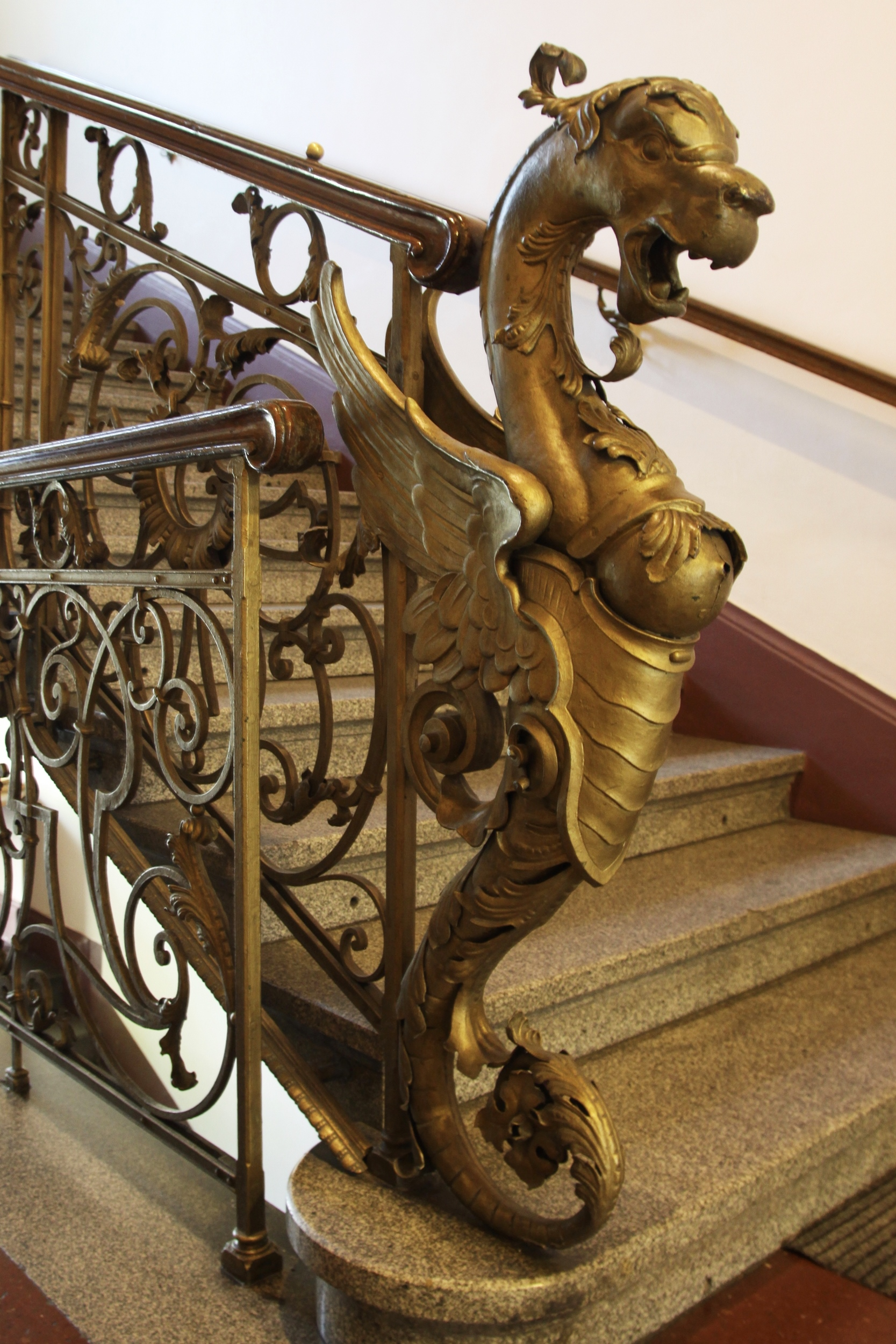
Żeliwna balustrada z wizerunkiem gryfa
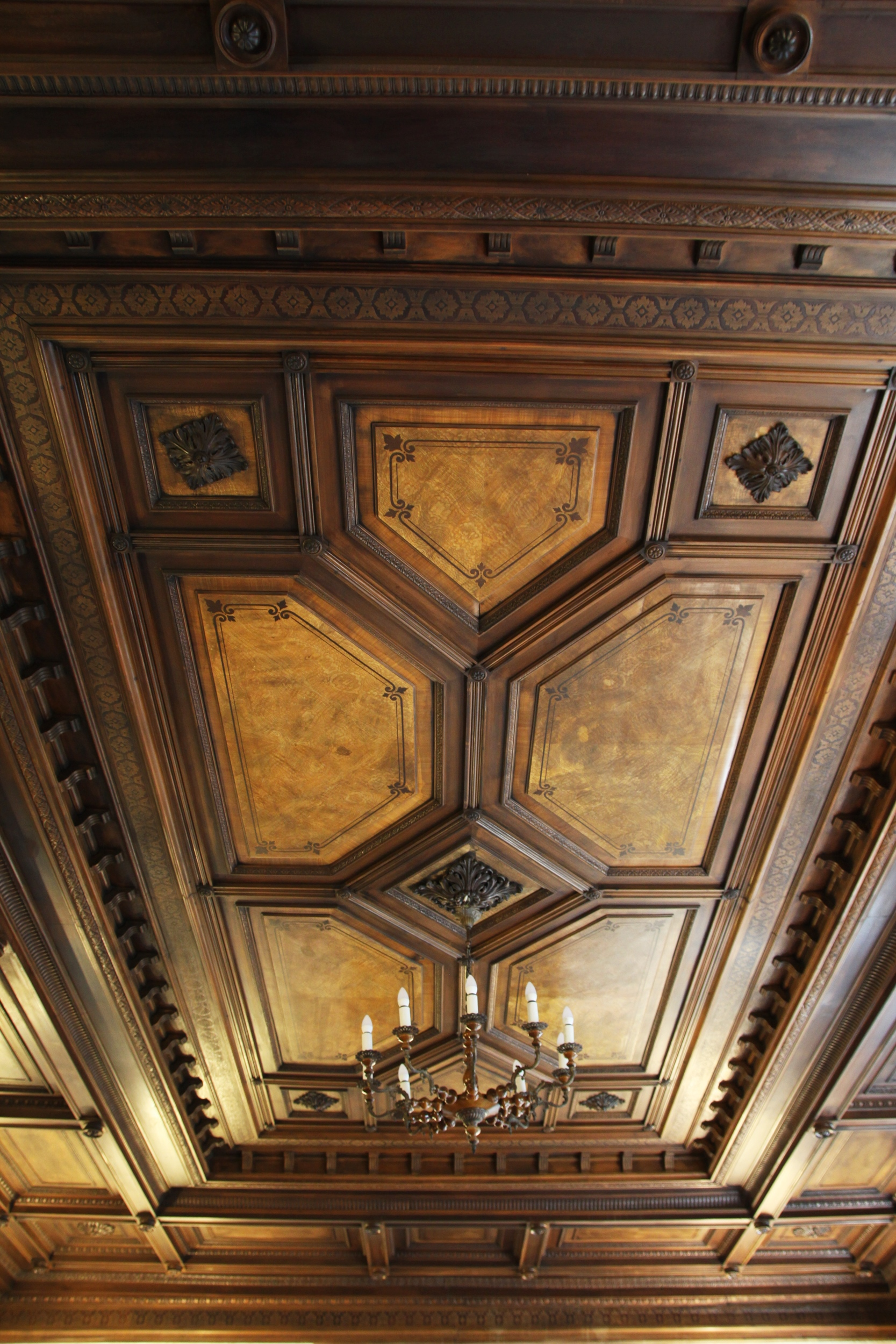
Sufit w sali wykładowej
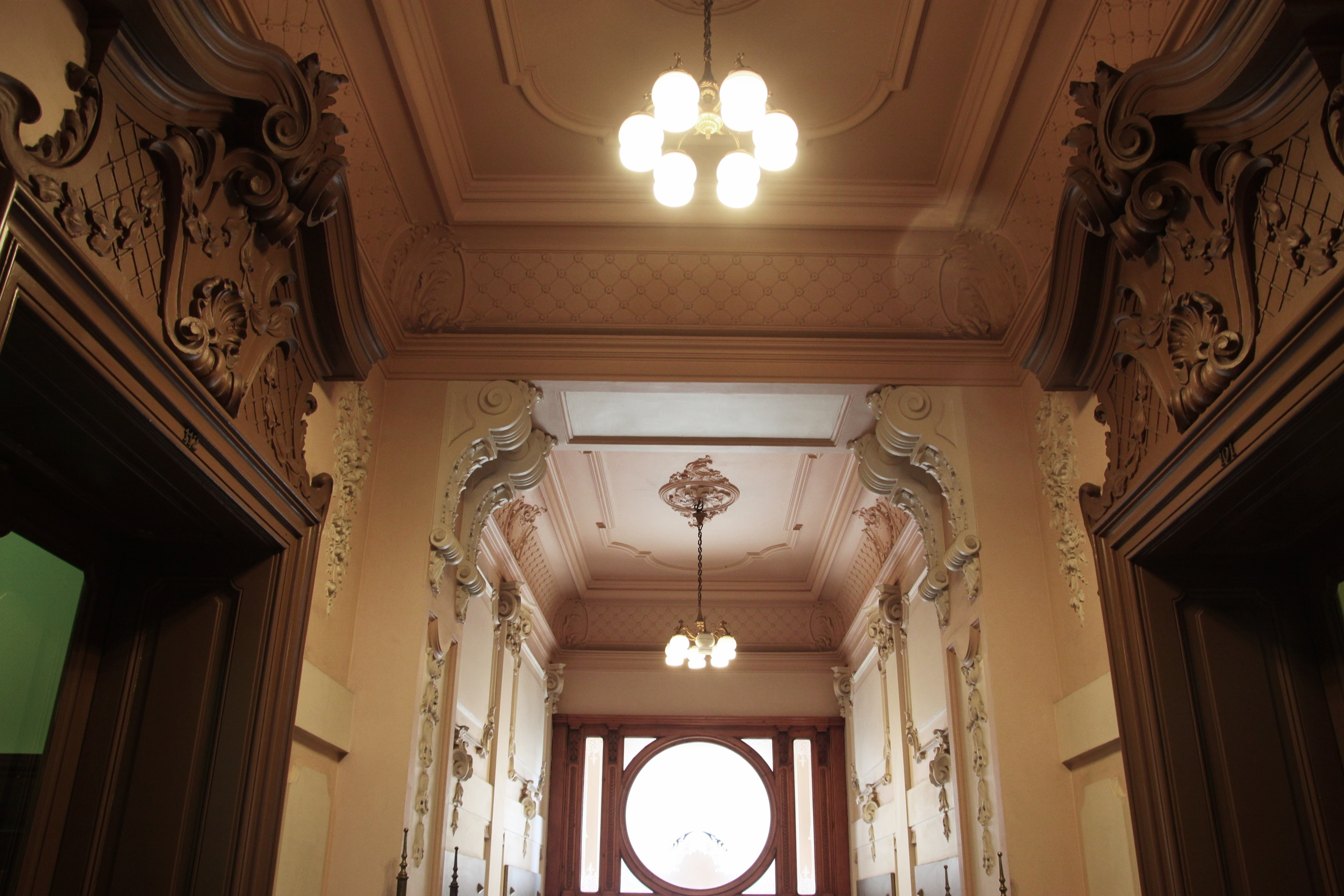
Klatka schodowa
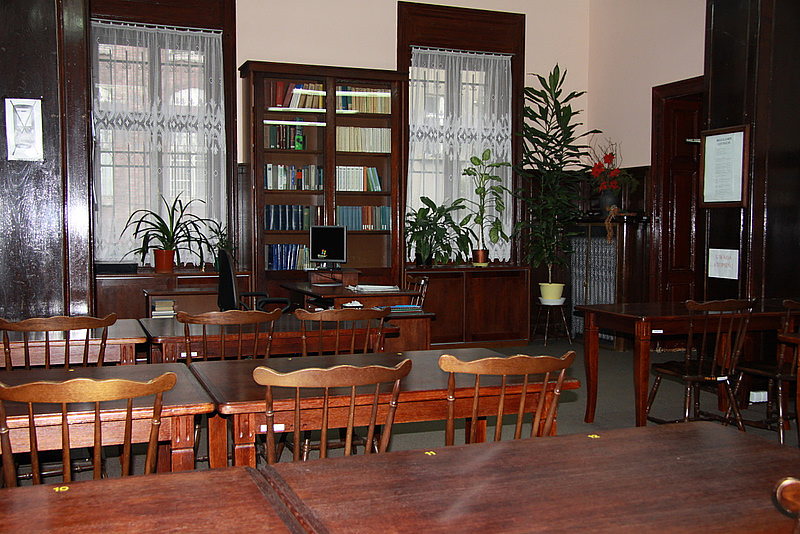
Czytelnia PBW
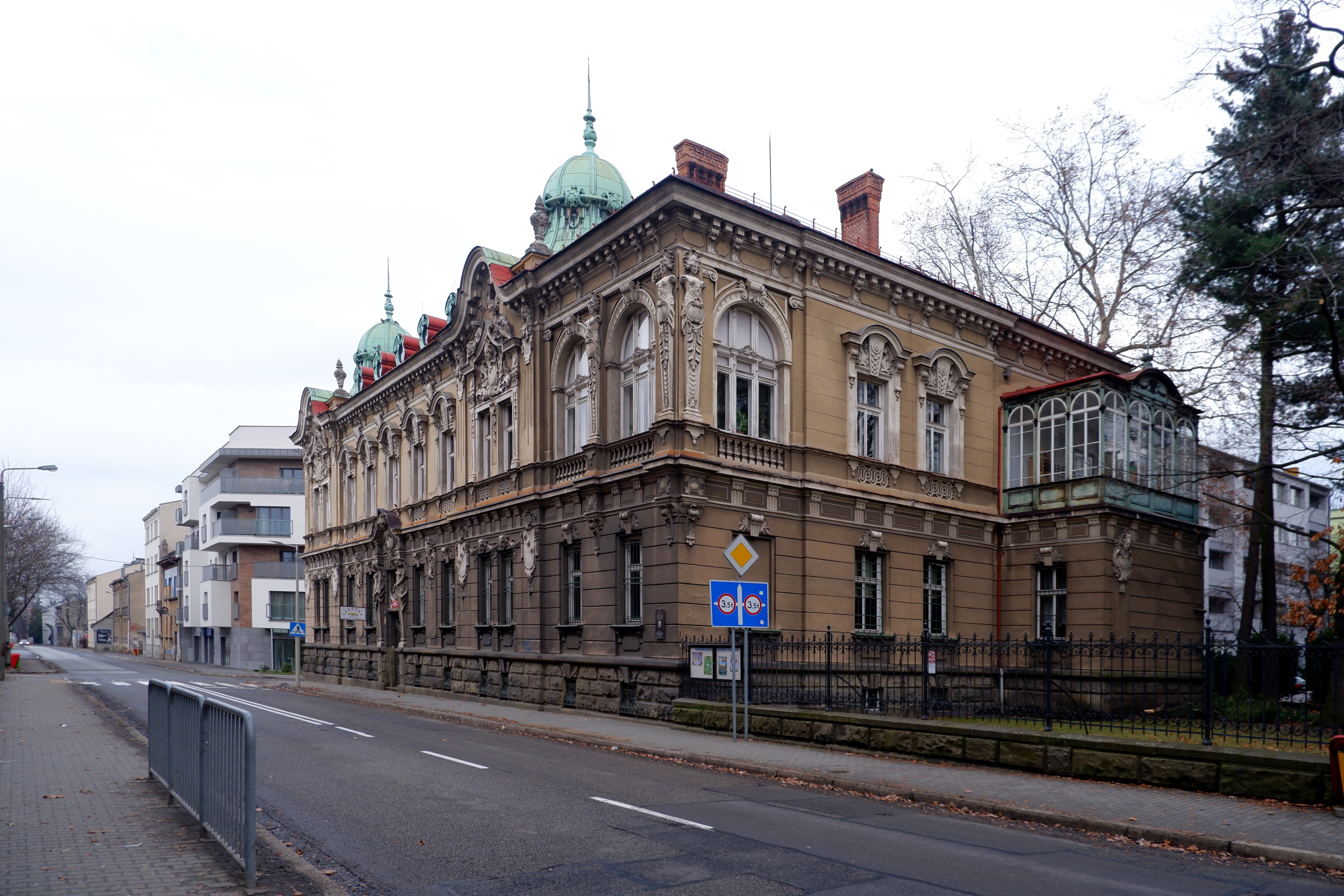
Widok od strony południowej
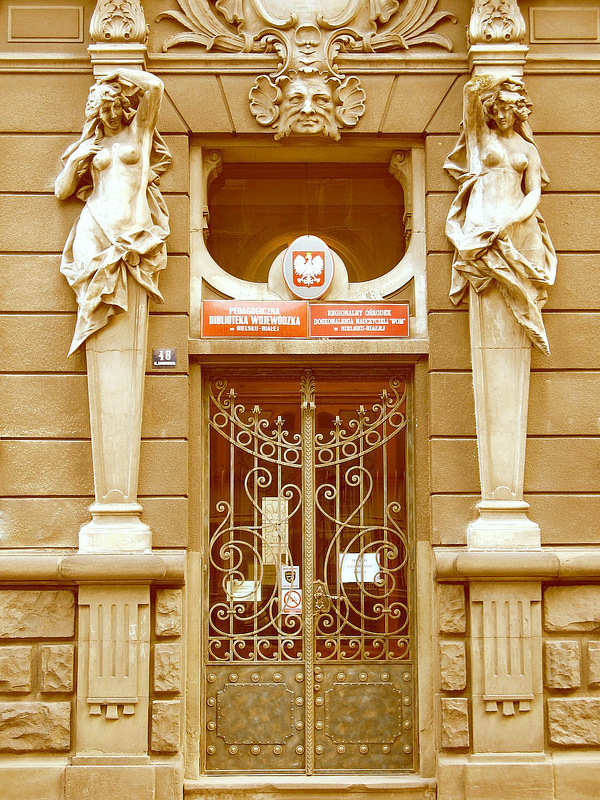
Portal wejściowy